# Scuola superiore universitaria
Una scuola superiore universitaria, in Italia, è un ente pubblico non economico che offre percorsi di alta formazione e ricerca in affiancamento ai corsi di studio di tipo universitario o che è dedicato alla didattica dottorale e post-dottorale.

## Caratteristiche
Si tratta di istituzioni statali che rilasciano titoli aventi valore legale, tra cui il master universitario di secondo livello, il dottorato di ricerca e il diploma di perfezionamento, equiparato al dottorato di ricerca. 
Sono riconosciute dal Ministero dell'università e della ricerca (MIUR) come completamente autonomi e sono dotati di statuto universitario quattro scuole superiori a ordinamento speciale e quattro istituti di alta formazione dottorale, che funzionano da collegi di eccellenza per gli studenti universitari e/o per il perfezionamento post-universitario. 
Sono riconosciute come Scuole Superiori d'Ateneo in diretta dipendenza dalle rispettive università di riferimento altre dieci scuole. Assolvono funzioni  analoghe a quelle delle Scuole Superiori. 

## Tipologie

### Scuole superiori a ordinamento speciale
Si tratta di Scuole superiori universitarie istituite dallo Stato, dotate di personalità giuridica e di autonomia. Sono sostanzialmente delle Università degli Studi, ai sensi del Regio Decreto 31 agosto 1933 n. 1592 all. A, e sono dirette da un rettore, che alla Normale assume la denominazione interna di "direttore".
Quattro di queste sono riconosciute con legge ordinaria:
- Scuola Normale Superiore (SNS)[3], riconosciuta come Istituto d'istruzione superiore con ordinamento speciale e dotato di personalità giuridica e di autonomia dall'art. 233 del Regio decreto n. 1592 del 1933[4];
- Scuola superiore di studi universitari e di perfezionamento Sant'Anna di Pisa (SSSA)[5], che prende l'attuale denominazione e viene anch'essa dotata di personalità giuridica e di autonomia con la legge n. 41 del 1987[6].
- Istituto Universitario di Studi Superiori di Pavia (IUSS)[7], riconosciuta come Scuola superiore ad ordinamento speciale con Decreto ministeriale dell'8 luglio 2005[8].
- Scuola Superiore Meridionale (SSM)[9], riconosciuta come Istituto d'istruzione superiore con ordinamento speciale e dotata di personalità giuridica e di autonomia con il Decreto del Ministero dell'Università e della Ricerca n. 141 del 27/01/2022 (pubblicato in GURI n. 65 del 18/03/2022) a decorrere dal 2 aprile 2022.

### Scuole superiori per l'alta formazione dottorale
Queste Scuole superiori sono state istituite dallo Stato e sono dotate di autonomia, ma sono dedicate esclusivamente all'alta formazione dottorale.
- Scuola Internazionale Superiore di Studi Avanzati di Trieste (SISSA)[10]
- Istituto Italiano di Scienze Umane di Firenze (SUM)[11], fino al 2014 (poi accorpato alla SNS)[12].
- Scuola IMT Alti Studi Lucca[13]
- Gran Sasso Science Institute (GSSI)[14], viene riconosciuto scuola di dottorato internazionale e di alta formazione il 25 marzo 2016 da un decreto legge del consiglio dei Ministri[15].

### Scuole superiori di ateneo
Le Scuole Superiori di Ateneo sono state istituite dal Decreto Ministeriale 24 aprile 2013 n. 338 “Accreditamento delle Scuole e dei Collegi Superiori istituiti dalle Università”.
Elemento caratteristico è che esse operano all'interno di un Ateneo, valorizzando la qualità della sua offerta didattica e favorendo lo sviluppo delle conoscenze scientifiche, il riconoscimento del merito e lo sviluppo di attività di alta formazione.
Il Decreto Ministeriale n. 231 del 31 marzo 2023 riconosce dieci Scuole Superiori d'Ateneo:
- Collegio superiore dell'università di Bologna[16]
- Collegio Internazionale Ca' Foscari dell'Università Ca' Foscari Venezia[17]
- Istituto superiore universitario di formazione interdisciplinare di Lecce[18]
- Scuola di Studi Superiori 'Carlo Urbani' di Camerino[19]
- Scuola di studi superiori dell'Università degli Studi di Torino[20]
- Scuola di Studi Superiori 'Giacomo Leopardi' dell'Università degli Studi di Macerata[21]
- Scuola Galileiana di Studi Superiori di Padova[22]
- Superiore Universitaria "Di Toppo Wassermann" dell'Università di Udine[23]

- Scuola superiore di Catania[24]
- Scuola Superiore degli Studi Avanzati Sapienza [25]: Sapienza School for Advanced Studies (SSAS) a Roma

Le dieci Scuole condividono un tavolo di coordinamento, denominato Alleanza delle Scuole SuperiorI d'ateneo (ASSI).

### Altre scuole superiori non autonome
- Scuola superiore Santa Chiara a Siena[26]
- IANUA Scuola Superiore dell'Università di Genova[27]
- Alta Scuola per l'Amministrazione ASATre[28]
- Scuola Superiore di Sardegna di Sassari[29]

## Corsi equipollenti al dottorato di ricerca

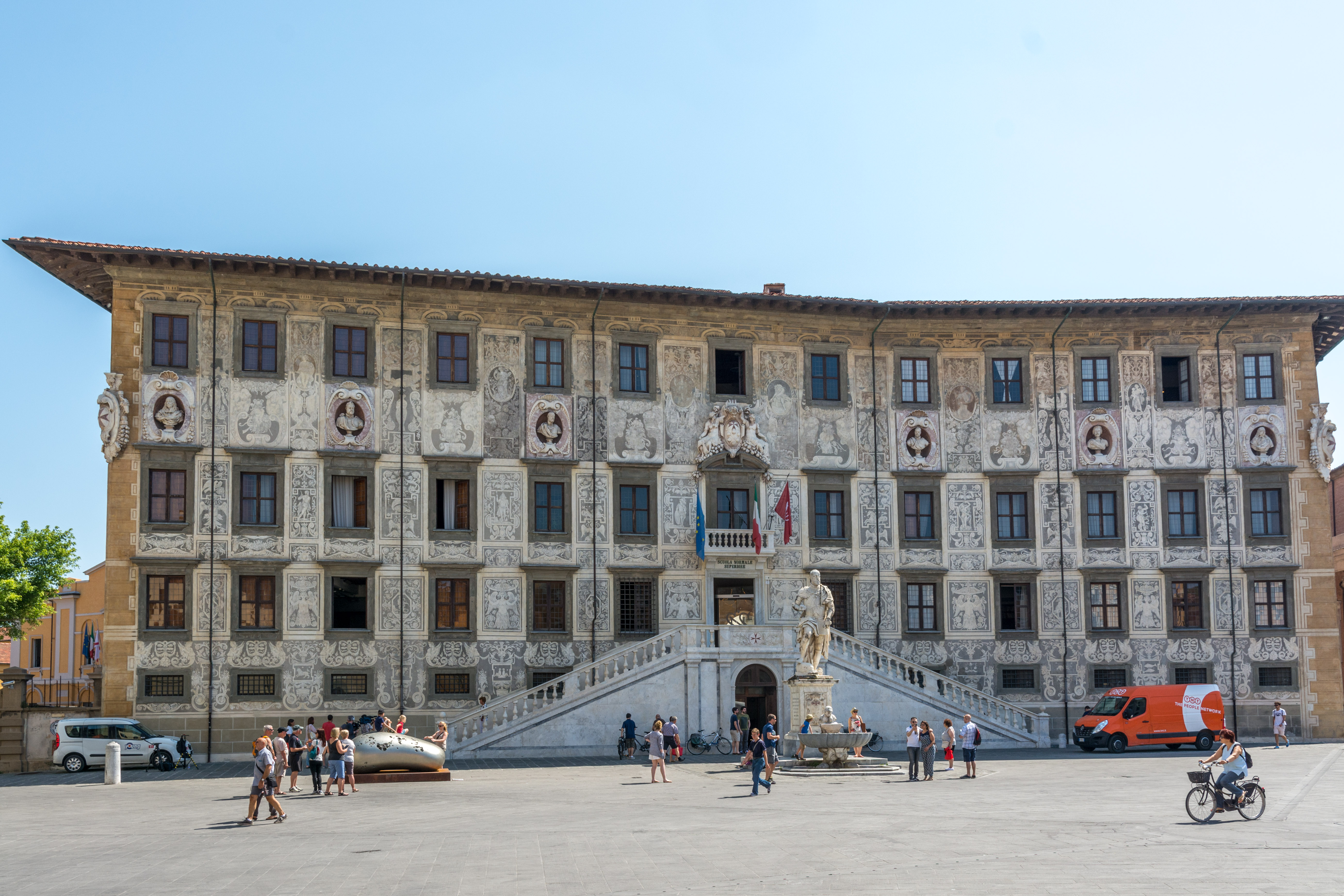
Palazzo della Carovana, sede della Scuola normale superiore di Pisa

Diplomi di perfezionamento equipollenti ai dottorati di ricerca:
- Diplomi di perfezionamento: Scuola normale superiore, Pisa - Legge n. 308/1986
- Diplomi di perfezionamento: Scuola superiore di studi universitari e di perfezionamento "Sant'Anna", Pisa - Legge n. 41/1987
- Diplomi di perfezionamento: Alta scuola europea di scienze religiose, Fondazione per le scienze religiose Giovanni XXIII, Bologna - Decreto ministeriale Murst 19.10.1999
- Diplomi di perfezionamento: Scuola internazionale di alti studi della cultura, Fondazione collegio San Carlo, Modena - Decreto ministeriale Murst 4.5.1998
- Diplomi di perfezionamento: Società internazionale per lo studio del Medioevo latino insieme alla Fondazione Ezio Franceschini, Firenze - Decreto ministeriale 3.4.2001
- Diplomi di perfezionamento scientifico: Istituto nazionale di studi sul Rinascimento, Firenze - Decreto ministeriale 9.10.2001
- Diploma di Doctor Philosophiae (PhD): Scuola Internazionale Superiore di Studi Avanzati (SISSA), Trieste - Decreto ministeriale Murst 24.2.1993
- Diploma di Doctor Philosophiae (PhD): European University Institute (Istituto Universitario Europeo), Fiesole - Legge n. 352/1986
- Dottorato in studi storici: Università degli Studi della Repubblica di San Marino - Decreto ministeriale Murst 11.6.1990 e scambio Note 16.7.1999 in vigore dal 28.11.2000
- Dottorato in ingegneria economico - gestionale: Università degli Studi San Marino - Decreto ministeriale Murst 11.6.1990 e scambio Note 16.7.1999 in vigore dal 28.11.2000
- Diplomi di perfezionamento scientifico: Scuola superiore europea di architettura urbana, Fondazione internazionale per gli studi superiori di architettura, Napoli - Decreto ministeriale Miur 14 luglio 2006.